# Ton podstawowy

Drgania struny generujące ton podstawowy (wyżej) i wyższą składową harmoniczną

Ton podstawowy, składowa podstawowa, składowa główna – najniższy ton dźwięku szeregu harmonicznego, czyli fala harmoniczna o najmniejszej częstotliwości w szeregu harmonicznym. Jego częstotliwość oznacza się zwykle indeksem 0 {\displaystyle (f_{0}).}

## Ton podstawowy a wysokość dźwięku
Jeżeli ludzkie ucho rejestruje dźwięk o określonej wysokości, nie znaczy to, że dźwięk ten jest falą harmoniczną o określonej częstotliwości. Źródła dźwięku takie jak np. instrumenty muzyczne, emitując dźwięk o określonej wysokości, wytwarzają oprócz tonu podstawowego o częstotliwości odpowiadającej wysokości słyszanego dźwięku, również inne fale harmoniczne o częstotliwościach będących wielokrotnością częstotliwości tonu podstawowego, tzw. wyższe składowe harmoniczne.
{\displaystyle f_{n}=nf_{0},}
gdzie:
{\displaystyle f_{0}} – częstotliwość tonu podstawowego,
{\displaystyle f_{n}} – częstotliwość {\displaystyle n}-tej składowej harmonicznej.
O wysokości dźwięku decyduje częstotliwość tonu podstawowego. Ilość i amplitudy wyższych składowych harmonicznych, czyli skład widmowy dźwięku, decydują o jego barwie.

## Przykłady tonu podstawowego
W instrumentach muzycznych i innych źródłach wytwarzających dźwięki o określonej wysokości przyczyną powstawania fali akustycznej są drgania struny, pręta, membrany lub słupa powietrza. Drgania te mają charakter fali stojącej, ponieważ budowa instrumentu wymusza powstawanie węzłów i strzałek na granicach drgającego ośrodka.

### Struna
O wysokości tonu podstawowego generowanego przez strunę decyduje naprężenie struny i jej długość. Ponieważ struna jest umocowana na końcach, powstają tam węzły fali stojącej. Fala poprzeczna o największej długości, jaka może powstać na strunie, ma długość dwukrotnie większą od długości samej struny. Częstotliwość drgań takiej fali równa jest częstotliwości emitowanego dźwięku, czyli częstotliwości tonu podstawowego. Częstotliwość tę można obliczyć, wychodząc ze wzoru:
{\displaystyle f_{0}={\frac {v}{\lambda }},}
gdzie:
{\displaystyle v} – prędkość fali poprzecznej na strunie,
{\displaystyle \lambda } – długość tej fali.
Prędkość {\displaystyle v} zależy od siły napinającej strunę i od grubości i gęstości materiału struny:
{\displaystyle v={\sqrt {\frac {N}{\tau }}},}
gdzie:
{\displaystyle N} – siła naciągu struny,
{\displaystyle \tau } – gęstość liniowa struny.
Biorąc pod uwagę, że {\displaystyle \lambda =2L,} gdzie {\displaystyle L} jest długością struny, ponieważ przy wytwarzaniu tonu podstawowego na strunie mieści się zaledwie pół długości fali, można zapisać:
{\displaystyle f_{0}={\frac {1}{2L}}{\sqrt {\frac {N}{\tau }}}.}
Uwaga: długość fali poprzecznej na strunie nie jest równa długości fali dźwiękowej z powodu różnic w prędkościach rozchodzenia się obu fal.

### Piszczałka
Na końcu piszczałki zamkniętej powstaje węzeł. Przy wlocie piszczałki drgania cząsteczek powietrza osiągają maksymalną amplitudę – powstaje tam strzałka fali stojącej. Wynika stąd, że w piszczałce zamkniętej mieści się 1/4 długości fali stojącej. Długość fali odpowiadającej tonowi podstawowemu jest czterokrotnie dłuższa od długości piszczałki, co można zapisać wzorem:
{\displaystyle d={\frac {1}{4}}\lambda \qquad \lambda =4d,}
gdzie:
{\displaystyle d} – długość piszczałki,
{\displaystyle \lambda } – długość fali dźwiękowej.
Znając prędkość dźwięku w powietrzu {\displaystyle c} i długość fali, można obliczyć częstotliwość tonu podstawowego:
{\displaystyle f_{0}={\frac {c}{\lambda }}={\frac {c}{4d}}.}
Długość fali w piszczałce zamkniętej jest równocześnie długością emitowanej fali dźwiękowej. Jest to skutkiem tego, iż w piszczałce ośrodkiem drgającym jest powietrze.

## Główna składowa harmoniczna w teorii sygnałów
Pojęcie analogiczne do tonu podstawowego występuje również w teorii sygnałów. Zwykle nazywa się go w tym przypadku pierwszą składową. Termin zerowa składowa stosowany niekiedy w akustyce na określenie tonu podstawowego, w teorii sygnałów jest zarezerwowany dla składowej stałej (nieoscylującej).